# يو إف سي في 2025
عام 2025 هو العام الثالث والثلاثون في تاريخ يو إف سي، وهي عبارة عن منظمة لفنون القتال المختلطة مقرها الولايات المتحدة.

## قائمة الأحداث

### الأحداث المجدولة
| الحدث                    | التاريخ       | المكان             | المدينة    | البلد      | م.    |
| ------------------------ | ------------- | ------------------ | ---------- | ---------- | ----- |
| يو إف سي ليلة القتال 251 | 1 فبراير 2025 | ملعب المملكة أرينا | الرياض     | السعودية   | [ 1 ] |
| يو إف سي 311             | 18 يناير 2025 | يُحدد لاحقًا         | يُحدد لاحقًا | يُحدد لاحقًا | [ 2 ] |
| يو إف سي ليلة القتال 250 | 11 يناير 2025 | يُحدد لاحقًا         | يُحدد لاحقًا | يُحدد لاحقًا | [ 3 ] |

### الأحداث الماضية
| # | الحدث | التاريخ | المكان | الموقع | الحضور | م. |
| - | ----- | ------- | ------ | ------ | ------ | -- |